# كريستوفر نكونكو
كريستوفر نكونكو (بالفرنسية: Christopher Nkunku) (مواليد 14 نوفمبر 1997) هو لاعب كرة قدم فرنسي، يلعب في مركز خط الوسط الهجومي والمهاجم، ويلعب حاليًا لنادي تشيلسي في الدوري الإنجليزي الممتاز.

## الألقاب والإنجازات

### باريس سان جيرمان
- الدوري الفرنسي الدرجة الأولى: 2015–2016
- كأس فرنسا: 2015–2016
- كأس الدوري الفرنسي: 2015–2016
- كأس السوبر الفرنسي: 2015، 2016

### باريس سان جيرمان تحت 19
- الدوري الوطني الفرنسي تحت 19: 2015–16

## روابط خارجية
- كريستوفر نكونكو على موقع الاتحاد الأوربي (الإنجليزية)
- كريستوفر نكونكو على موقع إي إس بي إن إف سي (الإنجليزية)
- كريستوفر نكونكو على موقع قاعدة بيانات كرة القدم.إي يو (الإنجليزية)
- كريستوفر نكونكو على موقع ليكيب (الفرنسية)
- كريستوفر نكونكو على موقع ناشيونال فوتبول تيمز (الإنجليزية)
- كريستوفر نكونكو على موقع Soccerbase.com (لاعب) (الإنجليزية)
- كريستوفر نكونكو على موقع Soccerway.com (الإنجليزية)
- كريستوفر نكونكو على موقع عالم كرة القدم.نت (الإنجليزية)
- كريستوفر نكونكو على موقع كووورة
- كريستوفر نكونكو على موقع AS.com (الإسبانية)
- Christopher Nkunku